# Chevry (Manche)
Chevry település Franciaországban, Manche megyében. Lakosainak száma 110 fő (2018. január 1.). Chevry Moyon, Beaucoudray, Moyon-Villages és Tessy-Bocage községekkel határos.

## Népesség
A település népességének változása:
| Lakosok száma | 143  | 140  | 91   | 87   | 82   | 77   | 90   | 110  | 112  | 110  |
|               | 1962 | 1968 | 1982 | 1990 | 1999 | 2008 | 2011 | 2013 | 2017 | 2018 |